# فرناندو اريسمندي
فرناندو اريسمندي (بالإسبانية: Fernando Arismendi)‏ (31 مارس 1991 في الأوروغواي - ) هو لاعب كرة قدم أوروغواني في مركز الوسط. لعب مع ديفينسور سبورتينغ ورامبلا جونيورز ونادي تشياباس وRocha F.C. ‏ وCafetaleros de Chiapas ‏ وإنستيتوسيون أتلتيكا سود أمريكا ‏.

## روابط خارجية
- فرناندو اريسمندي على موقع قاعدة بيانات كرة القدم.إي يو (الإنجليزية)
- فرناندو اريسمندي على موقع Soccerway.com (الإنجليزية)